# Дженні (співачка)
Дженні Кім (кор. 김제니, 金珍妮, нар. 16 січня 1996, Сеул, Південна Корея) більш відома за мононімом Дженні (кор. 제니) — південнокорейська реперка, учасниця гурту BLACKPINK. У листопаді 2018 випустила перший сольний сингл-альбом Solo. У 2023 році дебютувала як акторка в американському серіалі «Ідол» під псевдонімом Дженні Рубі Джейн.
Дебютувала як учасниця дівочого гурту BLACKPINK у 2016 році. У листопаді 2023 заснувала власну компанію Odd Atelier(OA). У вересні 2024 року підписала контракт із Columbia Records.
7 березня 2025 вийшов її дебютний альбом Ruby.

## Біографія

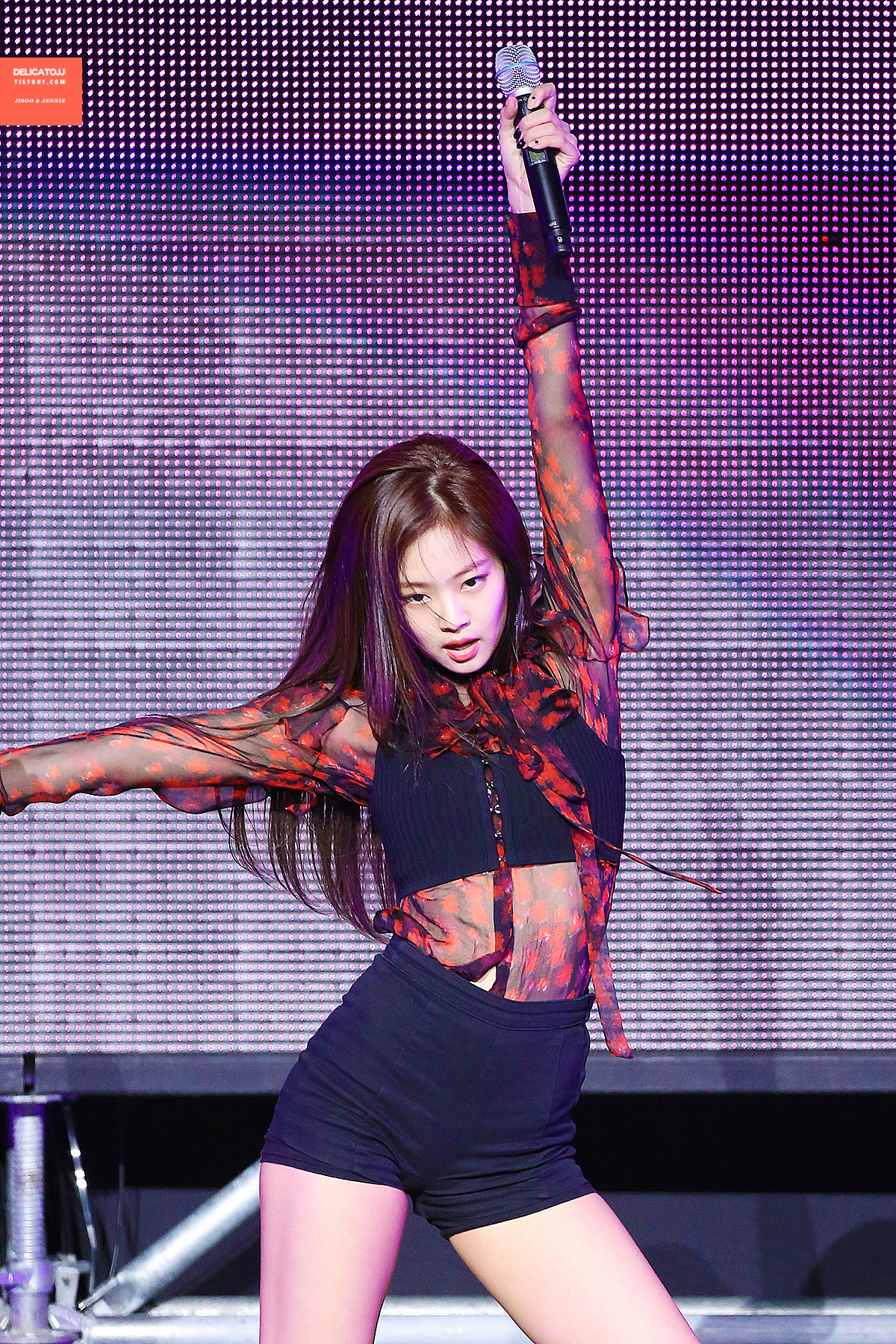

### Ранні роки
Кім Дженні народилась 16 січня 1996 року. Раніше вважалося, що вона народилася в окрузі Чхондам-дон району Каннам, Сеул. Та в третій серії шоу «Квартира 404» Дженні показала, що насправді її рідне місто — Соннам. Вона — єдина дитина в сім'ї. Спочатку навчалася у початковій школі Чхондам. У віці 9 років вона виїхала на навчання до Нової Зеландії: спочатку в середній школі Waikowhai, потім — у коледжі ACG Parnell. У підлітковому віці мріяла стати балериною. У 2006 році з'явилася в документальному фільмі MBC «Англійський — потрібно змінити, щоб вижити», де розповіла про свій досвід вивчення англійської. В Новій Зеландії Дженні вперше почула про к-поп, особливо зацікавившись артистами YG Entertainment. Мати наполягала на переїзді у Флориду в 14 років, щоб продовжити навчання на юриста чи вчителя, але Дженні це не сподобалося. Вона турбувалася, що за час самостійного життя там вона не зможе знайти ту роботу, яка їй б подобалася. Батьки підтримали доньку в цьому рішенні.

### 2010—2015: роки трейні
У 2010 році Дженні повернулася в Корею, де навчалася в середній школі Чхондам. Цього ж року вона успішно пройшла прослуховування в YG Entertainment з піснею Ріанни «Take a Bow». Так Дженні приєдналась до агентства в якості трейні. 10 квітня 2012 в блозі YG Entertainment було опубліковане її фото з назвою «Хто ця дівчина?». Ця фотографія стала найбільш шуканою темою на різних веб-порталах та була прозвана серед користувачів та користувачок як «Дівчина-загадка». 30 серпня того ж року на ютуб-каналі YG Entertainment було опубліковане відео «YG Trainee — Jennie Kim». Там Дженні співала пісню B. o. B. за участю Ліл Вейна «Strange Clouds». У січні 2013 було опубліковано відео «Jennie Kim — YG New Artist», де дівчина співала «Lotus Flower Bomb», пісню репера Вейла. 8 вересня вона вперше з'явилася на сцені разом із G-Dragon на SBS Inkigayo.
Ще до свого дебюту Дженні брала участь в проєктах інших артистів YG. У 2012 році вона взяла участь у записах пісень «Special» І Хай, і з'явилася у відеокліпі G-Dragon «That XX». У 2013 році Кім взяла участь у записі синглу G-Dragon «Black», де записала хук, і пісні Синрі «GG Be». За неофіційною версією вона мала бути лідеркою гурту.
У червні 2016 вона стала першою представленою учасницею нової жіночої групи YG, першої за сім років після 2NE1.

### 2016—2017: дебют як учасниця BLACKPINK
8 серпня 2016 Дженні дебютувала разом із Джісу, Розе та Лісою. Дженні зайняла позиції головної реперки і вокалістки. Того року BLACKPINK випустили два сингл-альбоми — Square One(8 серпня) і Square Two(1 листопада). За словами Джісу, Дженні відповідала за загальні обов'язки та ухвалення рішень в групі. Також Дженні розповіла про свій шестирічний досвід стажування через V Live, де щомісяця перед гендиректором, продюсерами та артистами вона виконувала групові, танцювальні та сольні пісні, щоб вони могли спостерігати та оцінити процес навчання. У її спогадах ще була розповідь про те, як Дженні готувала образи, пісні, створювала музичні композиції та практикувала хореографію.
22 червня 2017 року було випущено груповий сингл «As If It's Your Last».

### 2018—2021: зростання популярності та сольний дебют
У 2018 було випущено мініальбом BLACKPINK Square Up та було підписано контракт з Interscope Records. В середині жовтня цього ж року YG Entertainment анонсували сольні проєкти всіх учасниць BLACKPINK, і першою свій матеріал випустила Дженні.
Вперше свій дебютний сингл вона представила 11 листопада на концерті групи в Сеулі. 12 листопада цифровий сингл «Solo» був опублікований на всіх музичних платформах. Пісня отримала статус Certified All-Kill, а також очолила iTunes 40 країн, що є рекордом серед південнокорейських сольних виконавців. Також Дженні стала першою південнокорейською співачкою, яка очолила світовий комбінований рейтинг артистів в iTunes. Відеокліп за першу добу подивилося понад 14 мільйонів осіб, що стало рекордом серед південнокорейських співачок. 25 листопада Дженні отримала свою першу перемогу в музичному шоу як сольна артистка на Inkigayo. Протягом просування синглу транслювалося шоу «Щоденник Дженні — „Соло“» на ютуб-каналі BLACKPINK, яке показувало моменти її роботи.
12 та 19 квітня 2019 року Дженні стала першою к-поп солісткою, яка виступила на Коачеллі. Там вона виконала пісню «Solo» у рамках виступу BLACKPINK. Billboard згадав цей виступ у своєму списку топ-10 найкращих речей на Коачеллі 2019, назвавши його «запаморочливим» і «приголомшливим» для шанувальників і випадкових глядачів. Цього ж року вийшов груповий камбек із альбомом Kill This Love.
8 вересня 2020 року стало відомо, що 14 жовтня 2020 року у BLACKPINK вийде документальний фільм від Netflix «Light Up the Sky».
Дженні стала співавторкою пісні «Lovesick Girls», яка була випущена 2 жовтня 2020 року та стала третім синглом з дебютного студійного альбому групи The Album.
31 січня 2021 року Дженні виконала ремікс-версію «Solo» під час концерту BLACKPINK у етері «The Show». Ремікс має нову реп-партію, написану Дженні, та подовжену танцювальну паузу.

### 2022—2023: акторський дебют та власна компанія
16 вересня 2022 року відбувся груповий камбек з альбомом Born Pink, через місяць почався світовий тур BLACKPINK. Під час нього Дженні представила нову, тоді поки не випущену пісню «You & Me». У квітні 2023 року вона виконала ремікс-версію пісні з реп-партією на Коачеллі в рамках виступу BLACKPINK як одних з хедлайнерів фестивалю. «You & Me» разом із «Solo» були виконані 2 липня того ж року на лондонському фестивалі BST Hyde Park під час виступу групи. BLACKPINK там теж були хедлайнерами.
4 червня 2023 року Дженні дебютувала як акторка під псевдонімом Дженні Рубі Джейн у телесеріалі HBO «Ідол», який створив канадський співак The Weeknd і знявся в головній ролі. Шоу зазнало критики, тож було скасоване після першого сезону. Та роль Дженні як Дайяни, подруги Джозелін(акторка Лілі Роуз-Депп), сподобалася глядачам через вірусне відео, яке свідчило про прем'єру шоу на HBO. Дженні вперше показала співпрацю з The Weeknd і Лілі Роуз-Депп, зігравши уривок пісні на вечірці з нагоди запуску капсульної колекції «Jennie x Calvin Klein». Сама пісня — «One Of The Girls» вийшла 23 червня як частина альбому до серіалу The Idol Episode 4. Вона стала дуже популярною внаслідок підтримки від фанатів BLACKPINK, які публікували в TikTok відео з партією Дженні.
Згодом після закінчення світового туру BLACKPINK, 4 жовтня, YG Entertainment оголосили про випуск спеціального синглу «You & Me» за два дні. Пісня дебютувала під номером 7 у Billboard Global 200 і очолила Billboard Global Excl. у американському чарті, ставши першою сольною піснею Дженні номер один в останньому і досягла четвертого місця в південнокорейському Circle Digital Chart, тоді як у Великій Британії дебютувала під номером 39 у UK Singles Chart і досягла першого місця в UK Singles Downloads Chart, UK Singles Chart і UK Sales Chart. Це робить Дженні першою к-поп солісткою, яка очолює ці чарти.
22 листопада 2023 король Чарльз ІІІ нагородив Дженні та її колежанкам по групі звання почесних лауреаток Ордена Британської імперії за визнання їхньої ролі у збереженні екології під час корейського державного банкету в Букінгемському палаці разом із президентським подружжям Південної Кореї — Юн Сок Йолем та Кім Кон Хі.
6 грудня YG Entertainment оголосила, що групові контракти кожної учасниці BLACKPINK, включно з Дженні, поновлено, а питання індивідуальних — поки обговорюється. 24 грудня 2023 року Дженні розповіла, що заснувала власну компанію — Odd Atelier ще в листопаді того ж року. Через 5 днів YG Entertainment підтвердила, що індивідуальні контракти не було продовжено.

### 2024-сьогодення: перші самостійні проєкти та альбомRuby
8 березня 2024 року з'явилася співпраця Дженні з Меттом Чемпіоном — пісня «Slow Motion». Вона входить до його дебютного альбому Mika's Laundry. Також Дженні цього ж дня в своєму Instagram написала, що ця пісня була записана три роки тому 21 липня.
26 квітня південнокорейський репер Зіко випустив сингл «Spot!» із участю Дженні, яка теж знялася в кліпі. Пісня мала комерційний успіх у Південній Кореї та посіла чільне місце в Circle Digital Chart, ставши другим синглом Дженні, який очолював чарти після «Solo». У всьому світі він досяг 24 місця в Billboard Global 200 і 8 — в Billboard Global Excl. USA, де він став першим записом Зіко та третім хітом Дженні. А у США вона дебютувала під 1 місцем у чарті Billboard World Digital Song Sales, так ставши першим лідером для Зіко в будь-якому чарті продажів у США та другим для Дженні після «Solo».
8 вересня Дженні підписала контракт із Columbia Records у партнерстві з її компанією Odd Atelier. 30 вересня Дженні анонсувала новий сингл «Mantra», який випустили 11 жовтня. Пісня дебютувала під номером три в Billboard Global 200 і під номером два в Billboard Global Excl. USA, ставши третім і четвертим хітом Дженні в першій десятці відповідних чартів, також досягла 3 місця в південнокорейському Circle Digital Chart і 98 місця в Billboard Hot 100 США. Вона також дебютувала під номером 37 у UK Singles Chart, побивши рекорд найвищих місць у чартах як сингл к-поп сольної виконавиці.
Дженні стала найбільш номінованою та найбільш нагородженою солісткою на церемонії вручення нагород MAMA 2024 , де вона отримала чотири нагороди за найкраще танцювальне жіноче соло з піснею «You & Me», найкращу співпрацю та найкраще реп і хіп-хоп виконання з піснею «Spot!» і Fans' Choice Female Top 10.
25 січня 2025 року Дженні випустила неочікуване музичне відео «ZEN». 31 січня вийшла її співпраця з Домініком Файке — «Love Hangover» разом із кліпом. Пісня досягла 29 позиції в Billboard Global 200, 35 позиції у Circle Digital Chart, і 96 позиції у Billboard Hot 100. Ще одна співпраця, але з Doechii — «ExtraL» був випущена 21 лютого теж із кліпом на пісню, досягнувши 18 місця у Billboard Global 200, 42 місця у Circle Digital Chart і 75 місця у Billboard Hot 100. 7 березня вийшов дебютний альбом Дженні Ruby разом із кліпом на «Like Jennie». Альбом розійшовся тиражем у один мільйон копій у всьому світі за перший тиждень після випуску та увійшов до десятки найпопулярніших у 19 країнах, разом із Південною Кореєю, Австралією та США. У Великій Британії альбом дебютував на третій позиції в UK Albums Chart, обійшовши Rosie Розе як альбом солістки k-pop з найвищим рейтингом у чарті та зрівнявшись із Golden Чонґука як альбом будь-якого сольного k-pop виконавця з найвищими рейтингами. Пісня «Like Jennie» дебютувала під номером п'ять у Billboard Global 200 і під номером три в Billboard Global Excl. США, ставши четвертим і п'ятим хітом Дженні в першій десятці в кожному чарті відповідно. Вона також посіла третє місце в Circle Digital Chart і 83 місце в Billboard Hot 100. Музичне відео на пісню «Handlebars» із альбому за участю Дуа Ліпи було випущено 10 березня. Пісня посіла 21 місце в Billboard Global 200, 68 місце в Circle Digital Chart і 80 місце в Billboard Hot 100. Задля просування Ruby відбулися концерти «The Ruby Experience» першочергово тільки в Лос-Анджелесі, Нью-Йорку та Сеулі, а потім було додано два додаткові шоу в Лос-Анджелесі та Парижі. Надходження від США показують підтримку зусиль з ліквідації пожежі та місцевих пожежників у Лос-Анджелесі та околицях, які нещодавно були спустошені лісовими пожежами. Серію концертів критики високо оцінили за експериментальне та кінематографічне виробництво.
Дженні отримала нагороду Global Force Award на церемонії вручення нагород Billboard Women in Music Awards 2025. Це вперше корейська солістка отримала нагороду на іноземній церемонії нагородження.

## Дискографія

### Сингл-альбоми
| Назва | Деталі                                                                                | Пікові позиції у чартах | Продажі                   |
| Назва | Деталі                                                                                | KOR                     | Продажі                   |
| ----- | ------------------------------------------------------------------------------------- | ----------------------- | ------------------------- |
| Solo  | - Реліз: 12 листопада 2018 - Лейбл: YG, Interscope - Формат: CD, цифрове завантаження | 2                       | - Південна Корея: 185,910 |

### Сингли
| Назва                                                                            | Рік  | Найвищі позиції у чартах | Найвищі позиції у чартах | Найвищі позиції у чартах | Найвищі позиції у чартах | Найвищі позиції у чартах | Найвищі позиції у чартах | Найвищі позиції у чартах | Найвищі позиції у чартах | Найвищі позиції у чартах | Найвищі позиції у чартах | Продажі                                   | Сертифікації                                   | Альбом            |
| Назва                                                                            | Рік  | KOR                      | KOR Billb.               | CAN                      | JPN Hot                  | NZ Hot                   | SGP                      | UK                       | US Bub.                  | VIE                      | WW                       | Продажі                                   | Сертифікації                                   | Альбом            |
| -------------------------------------------------------------------------------- | ---- | ------------------------ | ------------------------ | ------------------------ | ------------------------ | ------------------------ | ------------------------ | ------------------------ | ------------------------ | ------------------------ | ------------------------ | ----------------------------------------- | ---------------------------------------------- | ----------------- |
| «Solo»                                                                           | 2018 | 1                        | 1                        | 67                       | 22                       | 13                       | 2                        | —                        | —                        | 85                       | —                        | - Південна Корея: 2,500,000 - США: 10,000 | - KMCA: Platinum (Ст.) - KMCA: Platinum (Циф.) | Solo              |
| «You & Me»                                                                       | 2023 | 4                        | 1                        | 71                       | 36                       | 5                        | 1                        | 39                       | 2                        | 1                        | 7                        | - США: 4,348                              |                                                | Сингл без альбому |
| «—» релізи, що не потрапили у чарти або не були випущені у відповідних регіонах. |      |                          |                          |                          |                          |                          |                          |                          |                          |                          |                          |                                           |                                                |                   |

### Інші пісні у чартах
| Назва                                                                            | Рік                   | Пікові позиції у чартах | Пікові позиції у чартах | Пікові позиції у чартах | Пікові позиції у чартах | Пікові позиції у чартах | Пікові позиції у чартах | Пікові позиції у чартах | Пікові позиції у чартах | Пікові позиції у чартах | Пікові позиції у чартах | Продажі                     | Альбом                                                  |
| Назва                                                                            | Рік                   | KOR                     | KOR Billb.              | HUN                     | MLY                     | NZ Hot                  | SGP                     | US R&B                  | US World                | VIE                     | WW Excl. US             | Продажі                     | Альбом                                                  |
| Як головна виконавиця                                                            | Як головна виконавиця | Як головна виконавиця   | Як головна виконавиця   | Як головна виконавиця   | Як головна виконавиця   | Як головна виконавиця   | Як головна виконавиця   | Як головна виконавиця   | Як головна виконавиця   | Як головна виконавиця   | Як головна виконавиця   | Як головна виконавиця       | Як головна виконавиця                                   |
| -------------------------------------------------------------------------------- | --------------------- | ----------------------- | ----------------------- | ----------------------- | ----------------------- | ----------------------- | ----------------------- | ----------------------- | ----------------------- | ----------------------- | ----------------------- | --------------------------- | ------------------------------------------------------- |
| »One of the Girls" (with the Weeknd and Lily-Rose Depp)                          | 2023                  | —                       | —                       | 4                       | 10                      | 9                       | 25                      | 14                      | —                       | 6                       | 183                     | Н/Д                         | The Idol Episode 4 (Music from the HBO Original Series) |
| Як запрошена виконавиця                                                          |                       |                         |                         |                         |                         |                         |                         |                         |                         |                         |                         |                             |                                                         |
| «Special» (Лі Хай featuring Jennie)                                              | 2013                  | 21                      | 16                      | —                       | —                       | —                       | —                       | —                       | —                       | —                       | —                       | - Південна Корея: 206,840   | First Love                                              |
| «GG Be» (지지베) (Seungri featuring Jennie)                                      | 2013                  | 18                      | 38                      | —                       | —                       | —                       | —                       | —                       | —                       | —                       | —                       | - Південна Корея: 202,446   | Let's Talk About Love                                   |
| «Black» (G-Dragon featuring Jennie)                                              | 2013                  | 2                       | 3                       | —                       | —                       | —                       | —                       | —                       | 10                      | —                       | —                       | - Південна Корея: 1,009,720 | Coup d'Etat                                             |
| «—» релізи, що не потрапили у чарти або не були випущені у відповідних регіонах. |                       |                         |                         |                         |                         |                         |                         |                         |                         |                         |                         |                             |                                                         |

### Участь у написанні пісень
Дані адаптовані з бази даних Korea Music Copyright Association.
| Рік  | Виконавець | Пісня            | Альбом                         | Автор тексту | Автор тексту                                                                 | Композитор | Композитор                                                                   | Прим.         |
| Рік  | Виконавець | Пісня            | Альбом                         | Вказана      | З ким                                                                        | Credited   | З ким                                                                        | Прим.         |
| ---- | ---------- | ---------------- | ------------------------------ | ------------ | ---------------------------------------------------------------------------- | ---------- | ---------------------------------------------------------------------------- | ------------- |
| 2020 | Blackpink  | »Lovesick Girls" | The Album                      | Так          | Løren, Danny Chung, Jisoo, Teddy                                             | Так        | R. Tee, 24, Teddy, Brian Lee, Leah Haywood, David Guetta                     | Н/Д           |
| 2021 | Herself    | «Solo (Remix)»   | Blackpink 2021 'The Show' Live | Так          | 24, Teddy                                                                    | Так        | 24, Teddy                                                                    | [ 35 ] [ 36 ] |
| 2023 | Blackpink  | «The Girls»      | Сингл без альбому              | Так          | Danny Chung, Madison Love, Melanie Fontana, Michel Schulz, Rosé, Ryan Tedder | Так        | Danny Chung, Madison Love, Melanie Fontana, Michel Schulz, Rosé, Ryan Tedder | Н/Д           |

## Фільмографія

### Телевізійні шоу
| Рік  | Мережа | Назва                     | Роль     | Прим.  |  |
| 2018 | SBS    | «Людина, що біжить»       | Учасниця |        |  |
| 2018 | SBS    | «Виживання у селі, вісім» | Учасниця | [ 37 ] |  |
| 2023 | HBO    | «Ідол»                    | Даян     |        |  |
| 2024 | tvN    | «Квартира 404»            | Учасниця |        |  |
| 2024 | JTBC   | «Мене звуть Габріель»     | Марія    |        |  |

### Реаліті-шоу
| Рік  | Мережа  | Назва                 | Нотатки    | Прим.  |
| ---- | ------- | --------------------- | ---------- | ------ |
| 2018 | YouTube | Jennie — 'Solo' Diary | 6 епізодів | [ 38 ] |

### Музичні відео
| Рік  | Назва              | Режисер                         | Роль             | Прим.  |
| ---- | ------------------ | ------------------------------- | ---------------- | ------ |
| 2012 | «That XX»          | Хан Са Мін                      | Головна актриса  | [ 39 ] |
| 2018 | «Solo»             | Хан Са Мін                      | Дженні           | [ 40 ] |
| 2023 | «One of the Girls» | Сем Левінсон                    | Jennie Ruby Jane | [ 41 ] |
| 2024 | «Mantra»           | Таню Муіньо                     | Дженні           |        |
| 2025 | «ZEN»              | Чо Гі Сок                       | Дженні           |        |
| 2025 | «Love Hangover»    | Бредлі Бел та Пабло Джонс-Солер | Дженні           |        |
| 2025 | «ExtraL»           | Коул Беннет                     | Дженні           |        |
| 2025 | «Like Jennie»      | Хан Гьоль І                     | Дженні           |        |
| 2025 | «Handlebars»       | BRTHR                           | Дженні           |        |
| 2025 | «Seoul City»       | Дасом Ган                       | Дженні           |        |

## Нотатки
1. ↑  Сингл «Solo» не потрапив у UK Singles Chart, але посів 72 місце у UK Singles Downloads Chart[13].
2. ↑  Пісня «One of the Girls» не потрапила у Circle Digital Chart, але посіла 141 місце у Circle Download Chart[30].

1. ↑  Korea Music Content Association (KMCA) представили сертифікацію для альбомів, цифрових завантажень та стриминг у квітні 2018 для всіх музичних записів, створених після 1 січня 2018[6].
2. ↑  Включає чарти Billboard K-pop Hot 100 (припинений у квітні 2022) та South Korea Songs (частина чарту Billboard Hits of the World, запущеного у травні 2022)[8].